# Paracycling-Weltmeisterschaften 2007
Die Paracycling-Weltmeisterschaften 2007 fanden vom 19. bis 27. August 2007 in Bordeaux statt. Die Bahnwettbewerbe wurden vom 19. bis 22. August im Stadium Vélodrome de Bordeaux Lac ausgetragen, die Straßenwettbewerbe vom 24. bis 27. August in Villenave-d’Ornon. Es waren die ersten Paracycling-Weltmeisterschaften die offiziell von der UCI ausgerichtet wurden und die letzten vor der Trennung zwischen Paracycling-Bahn- und -Straßenweltmeisterschaften.

## Resultate

### Straße

#### Straßenrennen Klasse HC
| #                         | Fahrerin         | Nationalität | Zeit        |
| ------------------------- | ---------------- | ------------ | ----------- |
| Frauen – HC B-C (39,6 km) |                  |              |             |
|                           | Andrea Eskau     | GER          | 1:24:32 h   |
|                           | Dorothee Vieth   | GER          | + 01:40 min |
|                           | Catherine Martin | FRA          | + 10:51 min |

| #                       | Fahrer                | Nationalität | Zeit       |
| ----------------------- | --------------------- | ------------ | ---------- |
| Männer – HC A (39,6 km) |                       |              |            |
|                         | Wolfgang Schattauer   | AUT          | 1:30:51 h  |
|                         | Alain Quittet         | FRA          | + 5:01 min |
|                         | Christoph Etzlstorfer | AUT          | + 8:27 min |
| Männer – HC B (49,5 km) |                       |              |            |
|                         | Max Weber             | GER          | 1:31:54 h  |
|                         | Edward Maalouf        | LIB          | + 0:01 min |
|                         | Stefan Bäumann        | GER          | + 0:04 min |
| Männer – HC C (49,5 km) |                       |              |            |
|                         | Ernst van Dyk         | RSA          | 1:27:23 h  |
|                         | Norbert Koch          | GER          | + 0:00 min |
|                         | Alejandro Albor       | USA          | + 0:02 min |

#### Zeitfahren Klasse HC
| #                      | Fahrerin              | Nationalität | Zeit (min) |
| ---------------------- | --------------------- | ------------ | ---------- |
| Frauen – HC B (9,9 km) |                       |              |            |
|                        | Rachel Morris         | GBR          | 21:52,30   |
|                        | Melissa Leckie        | AUS          | 23:52,74   |
|                        | Ursula Schwaller      | SUI          | 25:01,15   |
| Frauen – HC C (9,9 km) |                       |              |            |
|                        | Andrea Eskau          | GER          | 17:51,77   |
|                        | Dorothee Vieth        | GER          | 19:00,47   |
|                        | Monique van der Vorst | NED          | 19:24,02   |

| #                      | Fahrer                | Nationalität | Zeit (min) |
| ---------------------- | --------------------- | ------------ | ---------- |
| Männer – HC A (9,9 km) |                       |              |            |
|                        | Wolfgang Schattauer   | AUT          | 20:52,84   |
|                        | Alain Quittet         | FRA          | 22:32,15   |
|                        | Christoph Etzlstorfer | AUT          | 22:39,43   |
| Männer – HC B (9,9 km) |                       |              |            |
|                        | Vittorio Podestà      | ITA          | 16:56,77   |
|                        | Heinz Frei            | SUI          | 17:10,38   |
|                        | David Lee             | USA          | 17:25,34   |
| Männer – HC C (9,9 km) |                       |              |            |
|                        | Ernst van Dyk         | RSA          | 15:21,16   |
|                        | Alejandro Albor       | USA          | 15:50,80   |
|                        | Vicente Diago         | ESP          | 16:06,75   |

#### Straßenrennen Klasse B V1
| Frauen – B V1 (69,3 km) |                                 |              |            |
| #                       | Fahrerin/Pilotin                | Nationalität | Zeit       |
|                         | Iryna Fiadotova/ Alena Drazdova | BLR          | 1:47:50 h  |
|                         | Lindy Hou/ Toireasa Gallagher   | AUS          | + 8:10 min |
|                         | Cinzia Coluzzi/ Giovanna Troldi | ITA          | + 9:08 min |

| Männer – B V1 (108,9 km) |                                      |              |            |
| #                        | Fahrer/Pilot                         | Nationalität | Zeit       |
|                          | Krzysztof Kosikowski/ Artur Korc     | POL          | 2:35:59 h  |
|                          | Vladislav Janovjak/ Róbert Mitošinka | SVK          | + 1:24 min |
|                          | Marc Eymard/ Yves Godimus            | BEL          | + 2:08 min |

#### Zeitfahren Klasse B V1
| Frauen – B V1 (19,8 km) |                                 |              |            |
| #                       | Fahrerin/Pilotin                | Nationalität | Zeit (min) |
|                         | Iryna Fiadotova/ Alena Drazdova | BLR          | 27:13,26   |
|                         | Cinzia Coluzzi/ Giovanna Troldi | ITA          | 28:03,82   |
|                         | Lindy Hou/ Toireasa Gallagher   | AUS          | 28:39,79   |

| Männer – B V1 (29,7 km) |                                 |              |            |
| #                       | Fahrer/Pilot                    | Nationalität | Zeit (min) |
|                         | Christian Venge/ David Llaurado | ESP          | 36:21,80   |
|                         | David Blanco/ Jaume Morales     | ESP          | 37:21,42   |
|                         | Kieran Modra/ Tyson Lawrence    | AUS          | 37:54,03   |

#### Straßenrennen Klasse LC/CP
| #                              | Fahrerin            | Nationalität | Zeit       |
| ------------------------------ | ------------------- | ------------ | ---------- |
| Frauen – LC 1 (57,6 km)        |                     |              |            |
|                                | An Fengzhen         | CHN          | 1:30:46 h  |
|                                | Zhou Jufang         | CHN          | + 0:00 min |
|                                | Kelly Crowley       | USA          | + 0:01 min |
| Frauen – LC 2–CP 4 (47,7 km)   |                     |              |            |
|                                | Jennifer Schuble    | USA          | 1:41:42 h  |
|                                | Angela Fleming      | AUS          | + 1:15 min |
|                                | Ye Yaping           | CHN          | + 1:17 min |
| Frauen – LC 3-4–CP 3 (47,7 km) |                     |              |            |
|                                | Tang Qi             | CHN          | 1:37:25 h  |
|                                | Nathalie Simanowski | GER          | + 0:00 min |
|                                | Niu Zhifeng         | CHN          | + 0:03 min |

| #                       | Fahrer                  | Nationalität | Zeit       |
| ----------------------- | ----------------------- | ------------ | ---------- |
| Männer – LC 1 (79,2 km) |                         |              |            |
|                         | David Mercier           | FRA          | 2:01:42 h  |
|                         | Patrik Chlebo           | SVK          | + 0:32 min |
|                         | Wolfgang Eibeck         | AUT          | + 0:32 min |
| Männer – LC 2 (69,3 km) |                         |              |            |
|                         | Jiří Ježek              | CZE          | 1:46:07 h  |
|                         | Carol Eduard Novak      | ROM          | + 2:13 min |
|                         | Séastien Serriere       | FRA          | + 8:08 min |
| Männer – LC 3 (59,4 km) |                         |              |            |
|                         | Tobias Graf             | GER          | 1:46:00 h  |
|                         | Antonio García          | ESP          | + 0:00 min |
|                         | Victor Hugo Marquez     | VEN          | + 0:00 min |
| Männer – LC 4 (59,4 km) |                         |              |            |
|                         | Pierre Senska           | GER          | 1:27:01 h  |
|                         | Michael Teuber          | GER          | + 0:00 min |
|                         | Paolo Vigano            | ITA          | + 0:03 min |
| Männer – CP 1 (19,8 km) |                         |              |            |
|                         | Aitor Oroza             | ESP          | 52:03 min  |
|                         | Matthias Neumann        | GER          | + 0:34 min |
|                         | Mark Homan              | NED          | + 0:53 min |
| Männer – CP 2 (19,8 km) |                         |              |            |
|                         | David Stone             | GBR          | 38:24 min  |
|                         | Helmut Winterleitner    | AUT          | + 1:54 min |
|                         | Mark Leflohic           | AUS          | + 4:06 min |
| Männer – CP 3 (59,4 km) |                         |              |            |
|                         | Maurice Far Eckhard Tió | ESP          | 1:39:24 h  |
|                         | Javier Ochoa            | ESP          | + 0:00 min |
|                         | Darren Kenny            | GBR          | + 4:54 min |
| Männer – CP 4 (69,3 km) |                         |              |            |
|                         | Masashi Ishii           | JPN          | 1:53:46 h  |
|                         | César Neira             | ESP          | + 0:01 min |
|                         | Michel Alcaine          | FRA          | + 0:01 min |

#### Zeitfahren Klasse LC/CP
| #                              | Fahrerin            | Nationalität | Zeit (min) |
| ------------------------------ | ------------------- | ------------ | ---------- |
| Frauen – LC 1 (19,8 km)        |                     |              |            |
|                                | Kelly Crowley       | USA          | 30:11,80   |
|                                | Zhou Jufang         | CHN          | 30:26,34   |
|                                | Greta Neimanas      | USA          | 30:32,28   |
| Frauen – LC 2–CP 4 (19,8 km)   |                     |              |            |
|                                | Jennifer Schuble    | USA          | 31:48,16   |
|                                | Wang Jirong         | CHN          | 32:21,15   |
|                                | Dong Yingping       | CHN          | 33:05,19   |
| Frauen – LC 3-4–CP 3 (19,8 km) |                     |              |            |
|                                | Nathalie Simanowski | GER          | 32:38,25   |
|                                | Barbara Buchan      | USA          | 34:23,07   |
|                                | Allison Jones       | USA          | 34:34,09   |
| Frauen – CP 1-2 (9,9 km)       |                     |              |            |
|                                | Barbara Weise       | GER          | 21:58,85   |
|                                | Markéta Macková     | CZE          | 23:55,96   |
|                                | Žaneta Hálová       | CZE          | 25:23,91   |

| #                       | Fahrer                  | Nationalität | Zeit (min) |
| ----------------------- | ----------------------- | ------------ | ---------- |
| Männer – LC 1 (19,8 km) |                         |              |            |
|                         | Wolfgang Eibeck         | AUT          | 26:24,31   |
|                         | Wolfgang Sacher         | GER          | 26:56,11   |
|                         | Fabio Triboli           | ITA          | 27:07,46   |
| Männer – LC 2 (19,8 km) |                         |              |            |
|                         | Jan Boyen               | BEL          | 27:23,41   |
|                         | Jiří Ježek              | CZE          | 27:29,05   |
|                         | Roberto Alcaide         | ESP          | 27:42,30   |
| Männer – LC 3 (19,8 km) |                         |              |            |
|                         | Laurent Thirionnet      | FRA          | 29:18,26   |
|                         | Fabrizio Macchi         | ITA          | 30:19,48   |
|                         | Antonio García          | ESP          | 30:24,53   |
| Männer – LC 4 (19,8 km) |                         |              |            |
|                         | Paolo Vigano            | ITA          | 30:58,42   |
|                         | Michael Teuber          | GER          | 31:01,15   |
|                         | Anthony Zahn            | USA          | 31:12,68   |
| Männer – CP 1 (9,9 km)  |                         |              |            |
|                         | Mark Homan              | NED          | 23:16,32   |
|                         | Aitor Oroza             | ESP          | 23:37,70   |
|                         | Matthias Neumann        | GER          | 25:27,62   |
| Männer – CP 2 (9,9 km)  |                         |              |            |
|                         | David Stone             | GBR          | 17:51,92   |
|                         | Helmut Winterleitner    | AUT          | 18:46,64   |
|                         | Mutsuhiko Ogawa         | JPN          | 19:38,15   |
| Männer – CP 3 (19,8 km) |                         |              |            |
|                         | Javier Ochoa            | ESP          | 28:20,43   |
|                         | Maurice Far Eckhard Tió | ESP          | 28:57,83   |
|                         | Darren Kenny            | GBR          | 29:22,79   |
| Männer – CP 4 (19,8 km) |                         |              |            |
|                         | Klaus Lungershausen     | GER          | 27:50,55   |
|                         | Jiří Bouška             | CZE          | 27:57,62   |
|                         | Chris Scott             | AUS          | 28:15,85   |

### Bahnradsport

#### Sprint Klasse B & VI
| Männer – B & VI |                                |              |                       |
| #               | Fahrer/Pilot                   | Nationalität | Zeit (s)              |
|                 | Anthony Kappes/ Richard Storey | GBR          | 10,862 (1) 10,882 (2) |
|                 | Ben Demery/ Shaun Hopkins      | AUS          |                       |
|                 | Kieran Modra/ Tyson Lawrence   | AUS          | 11,502 (2) 11,274 (3) |

#### Zeitfahren Klasse B & VI
| Frauen – B & VI (1000 m) |                                |              |            |
| #                        | Fahrerin/Pilotin               | Nationalität | Zeit (min) |
|                          | Aileen McGlynn/ Ellen Hunter   | GBR          | 1:10,539   |
|                          | Felicity Johnson/ Katie Parker | AUS          | 1:10,789   |
|                          | Lindy Hou/ Toireasa Gallagher  | AUS          | 1:11,639   |

| Männer – B & VI (1000 m) |                                |              |             |
| #                        | Fahrer/Pilot                   | Nationalität | Zeit (min)  |
|                          | Anthony Kappes/ Richard Storey | GBR          | 1:03,347 WR |
|                          | Ben Demery/ Shaun Hopkins      | AUS          | 1:03,464    |
|                          | Kieran Modra/ Tyson Lawrence   | AUS          | 1:05,058    |

#### Verfolgung Klasse B & VI
| Frauen – B & VI (3000 m) |                                 |              |            |
| #                        | Fahrerin/Pilotin                | Nationalität | Zeit (min) |
|                          | Aileen McGlynn/ Ellen Hunter    | GBR          | 3:40,626   |
|                          | Lindy Hou/ Toireasa Gallagher   | AUS          | 3:42,383   |
|                          | Cinzia Coluzzi/ Giovanna Troldi | ITA          | 3:44,614   |

| Männer – B & VI (4000 m) |                                 |              |             |
| #                        | Fahrer/Pilot                    | Nationalität | Zeit (min)  |
|                          | Kieran Modra/ Tyson Lawrence    | AUS          | 4:20,891 WR |
|                          | Christian Venge/ David Llaurado | ESP          | 4:29,235    |
|                          | Gavin Kilpatrick/ Mike Thomson  | RSA          | 4:29,028    |

#### Mixed Team Sprint LC/CP
| LC 1-2-3-CP 3–4 (750 m) |                                        |              |          |
| #                       | Fahrerin/Pilotin                       | Nationalität | Zeit (s) |
|                         | Rik Waddon/Mark Bristow/Jody Cundy     | GBR          | 50,148   |
|                         | Zhang Kuaidong/Zheng Yuanchao/Lu Zhang | CHN          | 51,813   |
|                         | Tomáš Kvasnicka/Jiří Bouška/Jiří Ježek | CZE          | 53,661   |

#### Zeitfahren Klasse LC/CP
| #                            | Fahrerin            | Nationalität | Zeit (s)  |
| ---------------------------- | ------------------- | ------------ | --------- |
| Frauen – LC 1 (500 m)        |                     |              |           |
|                              | Zhou Jufang         | CHN          | 36,724 WR |
|                              | An Fengzhen         | CHN          | 37,883    |
|                              | Sarah Bailey        | GBR          | 40,268    |
| Frauen – LC 2–CP 4 (500 m)   |                     |              |           |
|                              | Ye Yaping           | CHN          | 42,475    |
|                              | Angela Fleming      | AUS          | 42,806    |
|                              | Dong Yingping       | CHN          | 43,075    |
| Frauen – LC 3-4–CP 3 (500 m) |                     |              |           |
|                              | Jane Amstrong       | AUS          | 45,215    |
|                              | Paula Tesoriero     | NZL          | 45,372    |
|                              | Nathalie Simanowski | GER          | 45,750    |

| #                      | Fahrer               | Nationalität | Zeit (min)  |
| ---------------------- | -------------------- | ------------ | ----------- |
| Männer – LC 1 (1000 m) |                      |              |             |
|                        | Michael Gallagher    | AUS          | 1:09,069 WR |
|                        | Mario Hammer         | GER          | 1:09,992    |
|                        | Wolfgang Eibeck      | AUT          | 1:10,552    |
| Männer – LC 2 (1000 m) |                      |              |             |
|                        | Jody Cundy           | GBR          | 1:08,719 WR |
|                        | Jiří Ježek           | CZE          | 1:11,845    |
|                        | Amador Granado       | ESP          | 1:11,856    |
| Männer – LC 3 (1000 m) |                      |              |             |
|                        | Liang Guihua         | CHN          | 1:18,266 WR |
|                        | Masaki Fujita        | JPN          | 1:18,811    |
|                        | Laurent Thirionnet   | FRA          | 1:18,874    |
| Männer – LC 4 (1000 m) |                      |              |             |
|                        | Gregory Ball         | AUS          | 1:23,835    |
|                        | Michael Teuber       | GER          | 1:23,980    |
|                        | Alexander Hohlrieder | AUT          | 1:26,151    |
| Männer – CP 3 (1000 m) |                      |              |             |
|                        | Darren Kenny         | GBR          | 1:13,011 WR |
|                        | Rik Waddon           | GBR          | 1:13,765    |
|                        | Javier Ochoa         | ESP          | 1:18,230    |
| Männer – CP 4 (1000 m) |                      |              |             |
|                        | Masas Ishii          | JPN          | 1:09,274 WR |
|                        | Jiří Bouška          | CZE          | 1:10,836    |
|                        | Chris Scott          | AUS          | 1:12,192    |

#### Verfolgung Klasse LC/CP
| #                           | Fahrerin            | Nationalität | Zeit (min)      |
| --------------------------- | ------------------- | ------------ | --------------- |
| Frauen – LC 1 (3000 m)      |                     |              |                 |
|                             | Sarah Bailey        | GBR          | 3:48,622 WR     |
|                             | Zhou Jufang         | CHN          | 3:53,322        |
|                             | Claire McLean       | AUS          | 3:57,987        |
| Frauen – LC 2–CP 4 (3000 m) |                     |              |                 |
|                             | Angela Fleming      | AUS          | 4:12,851 WR LC2 |
|                             | Jennifer Schuble    | USA          | 4:15,877 WR CP4 |
|                             | Dong Yingping       | CHN          | 4:16,846        |
| Frauen – LC 4–CP 3 (3000 m) |                     |              |                 |
|                             | Nathalie Simanowski | GER          | 4:18,978        |
|                             | Paula Tesoriero     | NZL          | 4:28,955        |
|                             | Jane Amstrong       | AUS          | 4:34,562        |

| #                      | Fahrer                   | Nationalität | Zeit (min) |
| ---------------------- | ------------------------ | ------------ | ---------- |
| Männer – LC 1 (4000 m) |                          |              |            |
|                        | Michael Gallagher        | AUS          |            |
|                        | Wolfgang Eibeck          | AUT          | eingeholt  |
|                        | Wolfgang Sacher          | GER          | 4:53,692   |
| Männer – LC 2 (4000 m) |                          |              |            |
|                        | Jan Boyen                | BEL          | 4:55,031   |
|                        | Roberto Alcaide          | ESP          | 5:02,720   |
|                        | Jiří Ježek               | CZE          | 4:59,684   |
| Männer – LC 3 (3000 m) |                          |              |            |
|                        | Laurent Thirionnet       | FRA          | 3:56,527   |
|                        | Tobias Graf              | GER          | 3:57,543   |
|                        | Antonio García           | ESP          | 4:02,780   |
| Männer – LC 4 (3000 m) |                          |              |            |
|                        | Michael Teuber           | GER          | 4:04,856   |
|                        | Alexander Hohlrieder     | AUT          | eingeholt  |
|                        | Juan José Méndez         | ESP          | 4:18,505   |
| Männer – CP 3 (3000 m) |                          |              |            |
|                        | Darren Kenny             | GBR          | 3:43,941   |
|                        | Javier Ochoa             | ESP          | 3:50,885   |
|                        | MMaurice Far Eckhard Tió | ESP          | 4:04,165   |
| Männer – CP 4 (3000 m) |                          |              |            |
|                        | Chris Scott              | AUS          | 3:38,724   |
|                        | Masashi Ishii            | JPN          | 3:41,318   |
|                        | Trent Deacon             | AUS          | 3:43,783   |

## Leistungsklassen
Klassifikationen der UCI:
- Handbike:
  - HC A
  - HC B
  - HC C

- Einschränkung des Bewegungsapparates:
  - LC 1 –
  - LC 2 –
  - LC 3 –
  - LC 4 –

- Zerebrale Lähmungen:
  - CP 1 –
  - CP 2 –
  - CP 3 –
  - CP 4 –

- Beeinträchtigung der Sehfähigkeit:
  - B/VI –  Gefahren wird auf einem Tandem mit einem nicht-sehbehinderten Piloten